# 일벌

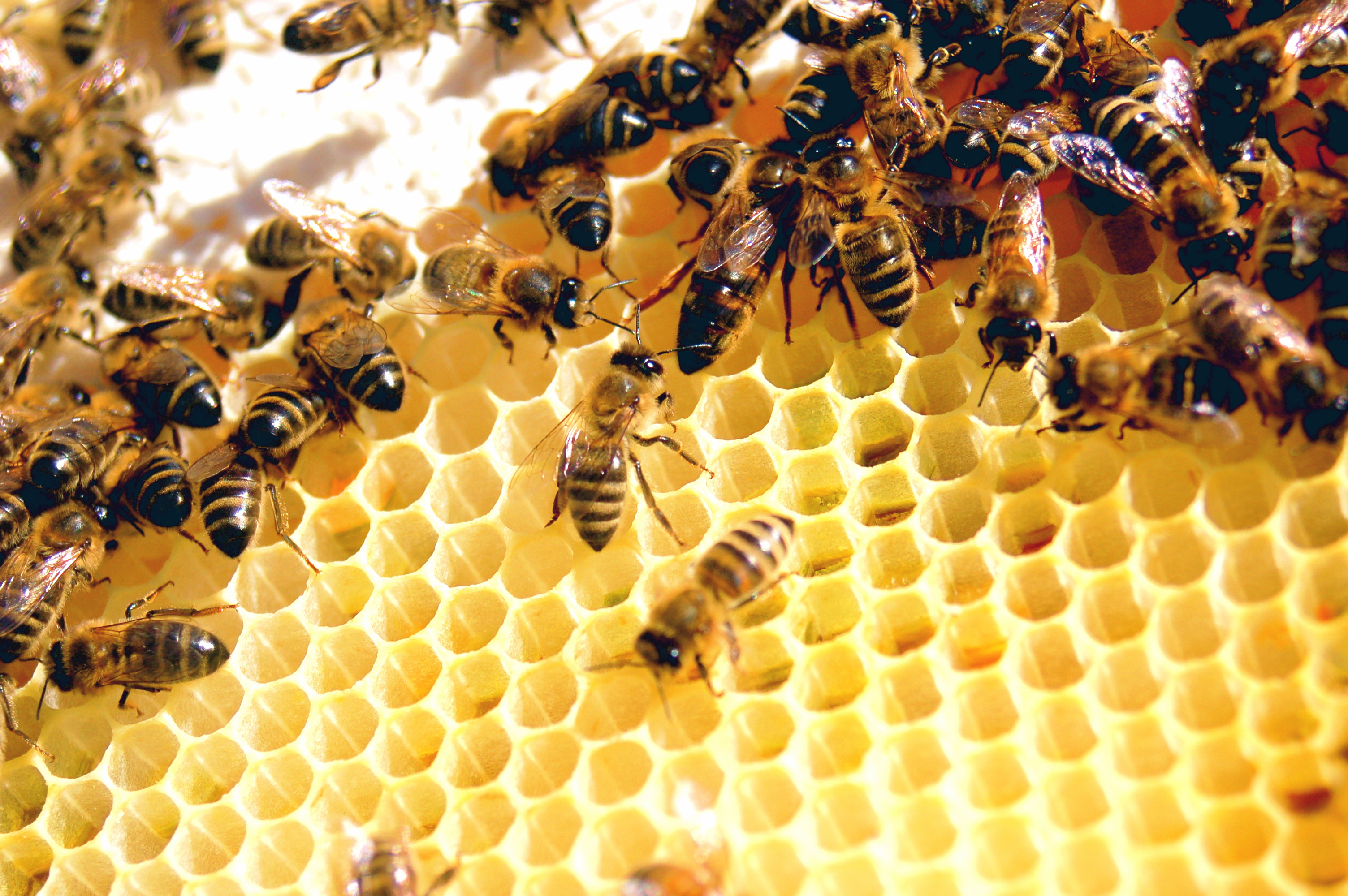
일벌.

일벌(영어: worker bee)은 몸길이가 13mm 정도로 작지만, 비상력(飛翔力)이 강하여 4km를 5분에 날 수 있다. 암컷인 이들은 생식소가 퇴화하여 생식능력을 거의 잃었으며, 먹이 모으기, 집짓기나 보수·청소, 유충 기르기(영어: nurse bee), 외적의 배제, 사체 처리 등의 역할을 맡고 있다. 그러나 생식소의 발육은 여왕벌이 내는 여왕물질 또는 어떤 원인에 의해 억제되어 있으므로 여왕벌이 없어지면 대리 구실을 하는 새로운 개체가 나타난다.

## 참고 자료
- 이 문서에는 다음커뮤니케이션(현 카카오)에서 GFDL 또는 CC-SA 라이선스로 배포한 글로벌 세계대백과사전의 내용을 기초로 작성된 글이 포함되어 있습니다.